# Gaël
Gaël település Franciaországban, Ille-et-Vilaine megyében. Lakosainak száma 1617 fő (2022. január 1.). Gaël Mauron, Concoret, Saint-Léry, Muel, Saint-Méen-le-Grand, Saint-Onen-la-Chapelle, Illifaut és Loscouët-sur-Meu községekkel határos.

## Népesség
A település népességének változása:
| Lakosok száma | 1673 | 1484 | 1406 | 1517 | 1637 | 1667 | 1634 | 1619 | 1620 | 1617 |
|               | 1968 | 1982 | 1990 | 2006 | 2013 | 2015 | 2017 | 2019 | 2020 | 2022 |